# Oriole Records

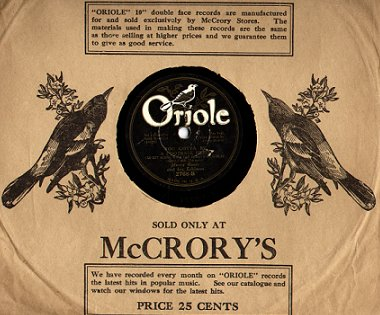
Oriole Records – Schallplatte, vor 1923

Oriole Records war ein US-amerikanisches Plattenlabel der 1920er- und 1930er-Jahre. Später gehörte Oriole zu der American Record Corporation.

## Geschichte

### Anfänge
Oriole Records wurde 1921 gegründet. Von Anfang an bestand zwischen dem Label und der Warenhauskette McCrory's ein Exklusivvertrag, da alle Platten nur bei McCrory zu erwerben waren. In den ersten Monaten der Firmengeschichte wurden die Platten von der Cameo Record Company gepresst. Ein großer Anteil des Kataloges wurde von anderen Labels aufgekauft und unter eigenem Namen vertrieben. Die Platten, die nur 25 US-Cents kosteten, lagen in qualitativer Hinsicht unter dem Durchschnitt der damaligen Zeit. Oriole war dafür bekannt, auf der A- und B-Seite Stücke verschiedener Interpreten zu veröffentlichen.

### Teil der ARC Records
Ab Katalognummer 250 wurden alle Platten von Plaza Music hergestellt und von Banner Records vertrieben. Zusammen mit Banner, Plaza, Cameo, Challenge und weiteren Billig-Labels fusionierte die Firma 1928 zur American Record Corporation, den ARC Records. Als Teil dieses Unternehmens veröffentlichte Oriole weiterhin Platten und führte ab 1930 zusätzlich Country- bzw. Hillbilly- und Blueskataloge ein.
Bedingt durch die Depression der Plattenindustrie und den Aufstieg des Radios verlor Oriole Ende der 1930er-Jahre stark an Wirtschaftskraft. Die letzten Platten des Labels erschienen im Januar 1937. Ein paar Monate später wurde ARC an das Columbia Broadcasting System verkauft.

## Künstler
- Frank Ferera
- Vernon Dalhart
- Arthur Fields
- Cliff Carlisle
- Cliff Edwards
- Harlan Lattimore
- Carson Robison
- Billy Murray
- Roy Smeck
- Rex Cole’s Mountaineers (als Sam Cole’s Corn Huskers)
- Dixie Jazz Band
- The Hawaiian Serenaders